# Nässjö gamla kyrka
Nässjö gamla kyrka är en kyrkobyggnad i Nässjö församling i Växjö stift. Den ligger 5 kilometer nordväst om Nässjö i Småland.

## Kyrkobyggnaden
Kyrkan uppfördes i sten 1791 med torn i väster och ett smalare kor i öster. Stilen är nyklassicistisk med ett ljust och rymligt predikorum, tunnvälvt i trä. Här finns skulpturer och konst från medeltid och renässans samt en skadad romansk dopfunt härstammande från den föregående medeltida kyrkan.

## Historik
På samma plats låg tidigare en romansk stenkyrka från 1100-talet. 
Arkitekt Olof Samuel Tempelman upprättade 1777 ett förslag till ny kyrka med långhus i fem fönsteraxlar, sadeltak, altarpredikstol, torn med låg huv och öppen lanternin, krönt av liten obelisk. Kyrkan uppfördes efter ritningen 1789-1791, dock med sakristian flyttad och obelisken ersatt av en glob med kors. 
Åren 1908-1909 byggdes en ny kyrka i tegel inne i Nässjö, benämnd Nässjö stadskyrka.

## Inventarier
- Altarskåp - Mariaskåp huvudsakligen av ek från mitten av 1200-talet, moderniserat under 1400-talet, (bilder).
- Träskulptur - diakon huvudsakligen av ek, 1200-tal(?), (bild).
- Epitafium, Queckfeldts

## Orgel
- 1795: En enmanualig orgel byggdes av orgelbyggare Pehr Schiörlin, Linköping. Pehr Schiörlins fasadritning från 1794 bearbetades av arkitekten Olof Samuel Tempelman. Fasaden ljudande med Principal 4’ i sidofälten och turellerna. I mittfältet finns stumma pipor och i manualklaviaturen svarta undertangenter.
- 1885: Orgelbyggare August Svensson, Krakebo, Barkeryd, reparerade orgeln och bytte ut Qvintadena 8’ mot Fleut amabile 8' samt satte in Borduna 16' B (C-H) som självständig pedalstämma.
- 1963: Nils Hammarberg, Göteborg rekonstruerade verket och återställde den ursprungliga dispositionen. Härvid ersattes Fleut amabile 8' med en ny Qvintadena 8', i vilken ingår sex baspipor som bevarats från den ursprungliga Qvintadenan. Tersmixturen kompletterades med nytt kvintkor. Pedalens Borduna 16' avlägsnades och en ny bihängd pedalklaviatur sattes in. Utökning av pedalomfånget till C–d¹. Samtidigt förnyades större delen av mekaniken och manualklaviaturen försågs med ny beläggning. Orgeln stämd i korton.
- 2008: Orgeln renoverades med stöd av ett kyrkoantikvariskt bidrag på 850 000 kronor.

### Ursprunglig och nuvarande disposition
| Manual C-f³                            | Pedal C-a° (1795) c-d¹ (1963) |
| Principal 8', D                        | bihängd                       |
| Gedact 8'                              |                               |
| Qvintadena 8' (1963)                   |                               |
| Principal 4', B/D (fasad)              |                               |
| Gedact fleut 4'                        |                               |
| Qvinta 3' (eg. 2 2/3')                 |                               |
| Octava 2'                              |                               |
| Mixtur II oktavkor 1’ + 1’             |                               |
| Mixtur II ters- & kvintkor 4/5’ + 2/3’ |                               |
| Trumpet 8', B/D                        |                               |
| Vox humana 8', D                       |                               |
| Trumpet 4', B                          |                               |
| Tremulant (ur funktion?)               |                               |

## Övriga byggnader
Bredvid kyrkan ligger Klockargården som inrymmer ett skolmuseum.